# Michel Boulos
Michel Boulos (Montréal, 24 marzo 1976) è uno schermidore canadese, specializzato nella sciabola.

## Palmarès
In carriera ha conseguito i seguenti risultati:
- Giochi Panamericani:

Winnipeg 1999: oro nella sciabola a squadre e bronzo individuale.
Santo Domingo 2003: bronzo nella sciabola individuale.
Rio de Janeiro 2007: argento nella sciabola a squadre.